# Блатна-на-Острові
Блатна-на-Острові (словац. Blatná na Ostrove, угор. Sárosfa) — село, громада в окрузі Дунайська Стреда, Трнавський край, західна Словаччина. Кадастрова площа громади — 10,78 км². Населення — 903 особи (за оцінкою на 31 грудня 2017 р.).
Знаходиться за ~14 км на захід від адмінцентра округу міста Дунайська Стреда.
Перша згадка 1286 року.

## Географія
Протікає канал Войка-Крачани

## Населення
| Рік:            | 1994. | 2004.   | 2014.   | 2024.    |
| --------------- | ----- | ------- | ------- | -------- |
| Кількість осіб: | 792   | 828     | 854     | 994      |
| Різниця:        |       | +4,54 % | +3,14 % | +16,39 % |

| Рік:            | 2023. | 2024.   |
| --------------- | ----- | ------- |
| Кількість осіб: | 1003  | 994     |
| Різниця:        |       | -0,89 % |

## Транспорт
Автошляхи:
- (Cesty I. triedy) I/63
- (Cesty III. triedy) III/1382, III/1383, III/1384.

За ~500 м на північ від села будується автобан R7 (станом на листопад 2018 р.).